# Mononogatari
Mononogatari (Nhật: もののがたり) là một tác phẩm manga Nhật Bản của Onigunsou, truyện được đăng dài kỳ từ số tháng 5 năm 2014 đến số tháng 1 năm 2016 tại tạp chí Miracle Jump (Shueisha), và được chuyển sang đăng dài kỳ ở tạp chí Ultra Jump (Shueisha) từ số tháng 2 năm 2016.
Thông báo quyết định chuyển thể thành anime truyền hình dựa trên nguyên tác được công bố vào ngày 18 tháng 11 năm 2021. Để kỷ niệm quyết định sản xuất bộ anime truyền hình, một hình minh họa của tác giả Onigunsou đã được phát hành. Ngoài ra, từ quyển tập 1 đến quyển tập 5 của manga đã được phát hành miễn phí, từ ngày 19 tháng 11 đến ngày 3 tháng 12 năm 2021. Bộ anime đã được phát sóng từ tháng 1 đến tháng 3 năm 2023. Sau khi Tập thứ 12 đã được chiếu, video thông báo quyết định lên sóng phần tiếp theo đã phát hành tại YouTube và trên Twitter vào ngày 28 tháng 3 năm 2023. Mùa hai được phát sóng từ tháng 7 đến tháng 9 năm 2023.

## Nhân vật
Kunato Hyouma (岐 兵馬)
Lồng tiếng bởi: Ootsuka Takeo
Nagatsuki Botan (長月 ぼたん)
Lồng tiếng bởi: Takada Yuuki
Kadomori Tsubaki (門守 椿)
Lồng tiếng bởi: Oonishi Saori
Kadomori Taiju (門守 大樹)
Lồng tiếng bởi: Kanemitsu Nobuaki
Kadomori Shouta (門守 松太)
Lồng tiếng bởi: Tabuchi Shouhei
Kadomori Umekichi (門守 梅吉)
Lồng tiếng bởi: Takahashi Shinya
Kunato Zouhei (岐 造兵)
Lồng tiếng bởi: Yanaka Hiroshi
Kunato Hayato (岐 隼人)
Lồng tiếng bởi: Takahashi Hidenori
Kunato Kusui (岐 鼓吹)
Lồng tiếng bởi: Han Megumi

## TV anime
Phần đầu tiên của phiên bản anime được phát sóng trên đài Tokyo MX và những phương tiện khác tại Nhật Bản từ tháng 1 đến tháng 3 năm 2023. Tại Việt Nam, anime được cập nhật ở trên Bilibili từ tháng 1 đến tháng 3 năm 2023.

### Nhân viên
- Nguyên tác - Onigunsou[26]
- Đạo diễn - Kimura Ryuuichi[26]
- Biên kịch series - Oochi Keiichirou[26]
- Trợ lý đạo diễn - Ookawa Takahiro[26]
- Thiết kế nhân vật chính - Fujisawa Shiori[26]
- Thiết kế nhân vật phụ - Shiga Yuuka[26]
- Thiết kế hành động, thiết kế đạo cụ - Nireki Tetsurou, Watanabe Satomi, Oogi Juushi[26]
- Đạo diễn hình ảnh - Oogami Youichi[26]
- Biên tập - Nii Kazuhiro[26]
- Đạo diễn âm thanh - Kikuta Hiromi[26]
- Âm nhạc - Kanda John, XELIK[26]
- Hãng phim - BN Pictures[26]

### Bài hát chủ đề
「恋衣」 ARCANA PROJECT
Ca khúc chủ đề mở đầu là "Koigoromo" trình bày bởi ARCANA PROJECT. Sáng tác lời của Andou Sasa. Phần soạn nhạc, Biên khúc bởi Kanda John. Strings arrangement của Kasai Ryuunosuke.
「rebind」 TRUE
Ca khúc chủ đề kết thúc là "rebind" trình bày bởi TRUE. Soạn nhạc bởi XELIK. Sáng tác lời Karasawa Miho (TRUE). Phần biên khúc của h-wonder. Yamashita Yosuke phụ trách thực hiện phần strings arrangement.

### Phát chiếu
Ngày phát hành và thời gian phát hành tại khu vực Việt Nam
| Ngày bắt đầu phát hành | Thời gian phát hành                | Nền tảng |
| ---------------------- | ---------------------------------- | -------- |
| 9 tháng 1 năm 2023     | Cập nhật vào lúc 23:30 mỗi thứ Hai | Bilibili |

### BD
| # | Ngày phát hành          | Bao gồm    | Mã sản phẩm |
| - | ----------------------- | ---------- | ----------- |
| 1 | Ngày 5 tháng 4 năm 2023 | Tập 1 - 06 | BIXA-1391   |
| 2 | Ngày 2 tháng 6 năm 2023 | Tập 7 - 12 | BIXA-1392   |